# Frieda Grafe
Frieda Grafe (* 20. August 1934 in Mülheim an der Möhne; † 10. Juli 2002 in München) war eine deutsche Filmkritikerin, Filmessayistin und Übersetzerin.

## Leben
Frieda Grafe studierte Philosophie, Romanistik und Germanistik in München, Paris und Münster.
Grafe schrieb 1965 über ihre Lehrjahre:
„Stärkstes Bildungserlebnis: die Erfahrung der Universitäten als bedeutendste Brutstätte patriarchalischen Denkens. Erste ernsthafte Berührung mit dem Film in Paris, wo man mir an der Sorbonne das Studium von Murnau zum besseren Verständnis des deutschen Expressionismus empfahl. Danach systematischer Kinobesuch, begünstigt durch die Tatsache, daß die Universität im Kinoviertel liegt.“
Von 1962 bis 1972 schrieb sie Filmkritiken und Essays für die Filmzeitschrift Filmkritik, seit 1968 auch in der Zeit, ab 1970 vornehmlich in der Süddeutschen Zeitung.
Sie war beteiligt an Monographien über Fritz Lang, Friedrich Wilhelm Murnau und Ernst Lubitsch.
Außerdem übersetzte sie Bücher von und über Alfred Hitchcock, François Truffaut, Éric Rohmer, Jean-Luc Godard, Luis Buñuel, Jean Renoir und Pedro Almodóvar, teilweise zusammen mit ihrem Ehemann, dem Filmhistoriker und Filmkritiker Enno Patalas.
Grafes Stil war montageartig-assoziativ. Sie ließ Anregungen aus den unterschiedlichsten Gebieten in ihre Texte einfließen: Fotografie, Mode, Farbtheorie, Philosophie, Linguistik, Feminismus, Literatur und Malerei.
Zu Lebzeiten erschienen die Textsammlungen: Im Off (1974, zusammen mit Enno Patalas), Beschriebener Film (1985).
Sie verfasste die Filmtips, die von 1970 bis 1986 wöchentlich in der Süddeutschen Zeitung erschienen. Dabei handelt es sich um ganz kurze Bemerkungen zum aktuellen Münchener Filmangebot, oft nur ein Satz pro Film. Diese Texte erschienen ebenfalls als Buch Filmtips Frieda Grafe.
1995 publizierte sie in England einen kurzen Essay in Buchform über den Film The Ghost and Mrs. Muir von Joseph L. Mankiewicz (deutsch 2002 in Grafe: Filmfarben).
Grafe lebte ab 1961 in München. 1962 heiratete sie Enno Patalas, mit dem sie einen Sohn namens Igor (1963–2024) hatte. Am 10. Juli 2002 starb Frieda Grafe in München.
Grafe erfreute sich einer enormen Wertschätzung ihrer Kritikerkollegen.

## Lieblingsfilme
1995 nannte sie bei einer Umfrage ihre dreißig Lieblingsfilme (Originaltitel, in chronologischer Reihenfolge, Regisseure in Klammern):
| - Der starke Mann (The Strong Man) (Frank Capra, 1926) - Ihre Majestät die Liebe (Joe May, 1930) - Boudu sauvé des eaux (Jean Renoir, 1932) - Angèle (Marcel Pagnol, 1934) - It's a Gift (Norman Z. McLeod, 1934) - The Merry Widow (Ernst Lubitsch, 1934) - U Samogo Sinego Morja (Boris Barnet, 1936) - Desiré (Sacha Guitry, 1937) - Lady in the Dark (Mitchell Leisen, 1946) - Canyon Passage (Jacques Tourneur, 1946) - D.O.A. (Rudolph Maté, 1949) - Riso amaro (Giuseppe De Santis, 1949) - Waga Koi Wa Moenu (Kenji Mizoguchi, 1949) - House by the River (Fritz Lang, 1950) - Rio Grande (John Ford, 1950) | - Summer Stock (Charles Walters, 1950) - Gentlemen Prefer Blondes (Howard Hawks, 1953) - The Saga of Anathahan (Joseph von Sternberg, 1953) - Viaggio in Italia (Roberto Rossellini, 1953) - Ordet (Carl Theodor Dreyer, 1957) - Akibyori (Yasujiro Ozu, 1960) - The Bellboy (Jerry Lewis, 1960) - The Little Shop of Horrors (Roger Corman, 1960) - Une femme est une femme (Jean-Luc Godard, 1961) - The Honeypot (Joseph L. Mankiewicz, 1967) - La Région Centrale (Michael Snow, 1971) - Avanti! (Billy Wilder, 1971) - Anatomie d'un rapport (Luc Moullet, 1976) - News from Home (Chantal Akerman, 1976) - Maine-Océan (Jacques Rozier, 1986) |

(aus: steadycam, Nr. 29, Frühjahr 1995)

## Veröffentlichungen (Auswahl)
- Zwölfbändige Werkausgabe von Frieda Grafe, erschienen 2002–2008, Verlag Brinkmann & Bose, Berlin (Homepage des Verlags). Enthält die folgenden Einzelbände:
  1. Filmfarben. 2002. ISBN 3-922660-78-9.
  2. Licht aus Berlin. 2003. ISBN 3-922660-81-9.
  3. Nur das Kino - 40 Jahre mit der Nouvelle Vague. 2003. ISBN 3-922660-82-7.
  4. Aus dem Off - Zum Kino in den Sechzigern. 2003. ISBN 3-922660-84-3.
  5. Film / Geschichte - Wie Film Geschichte anders schreibt. 2004. ISBN 3-922660-86-X.
  6. Zwei Jahre aus meinem Leben mit Gertrude Stein. 2004. ISBN 3-922660-87-8.
  7. In Großaufnahme - Autorenpolitik und jenseits. 2005. ISBN 3-922660-90-8.
  8. Geraffte Zeit. 2005. ISBN 3-922660-91-6.
  9. Film für Film. 2006. ISBN 3-922660-95-9.
  10. Schnittstellen - Blicke / Bilder / Körper / Video / Sprache / Zeichnung / Foto / Film. 2006. ISBN 3-922660-96-7.
  11. Ins Kino! - Münchner Filmtips 1970–1986. 2007. ISBN 978-3-922660-98-9.
  12. Register. 2008. ISBN 978-3-922660-99-6.
- Souvenirs, Ursprünge, Gefundene Fiktion. Englische Übersetzung von Joel Scott. Harun-Farocki-Institut, Berlin.
- mit Enno Patalas: Im Off. Filmartikel. München 1974.